# Kasachische Nationale Medizinische Universität

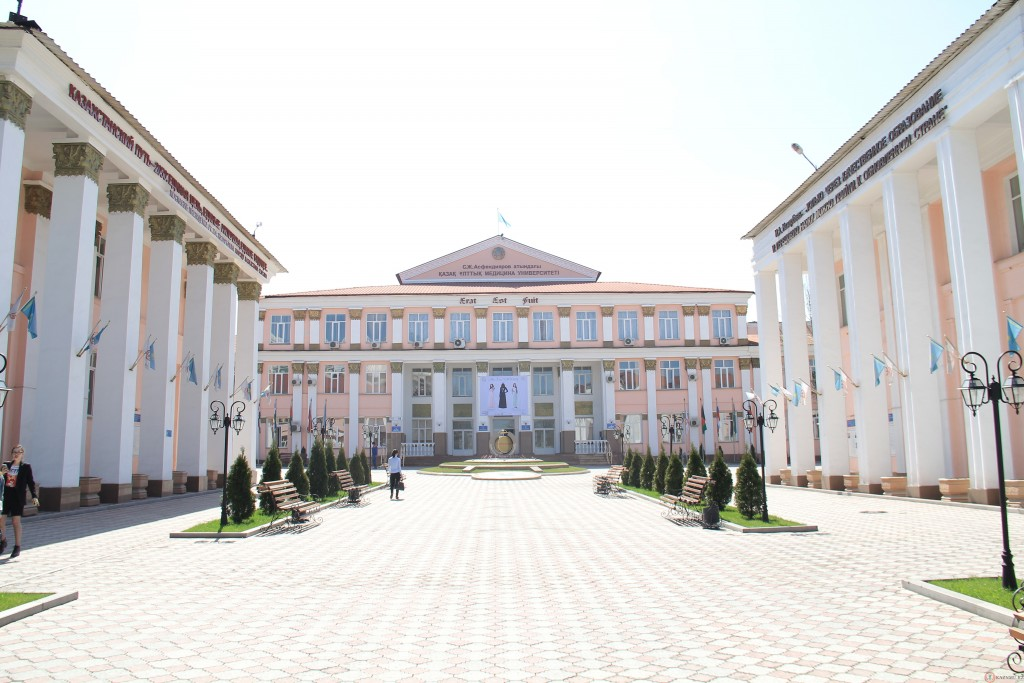
Kasachische Nationale Medizinische Asfendijarow-Universität (2015)

Die Kasachische Nationale Medizinische Asfendijarow-Universität (kasachisch С.Ж. Асфендияров атындағы Қазақ ұлттық медицина университеті, russisch Казахский Национальный Медицинский Университет имени С.Д. Асфендиярова) ist eine medizinische Universität im kasachischen Almaty.

## Geschichte
Den Beschluss zur Gründung eines medizinischen Institutes in Alma-Ata fasste der Rat der Volkskommissare der RSFSR am 10. Juli 1930. So sollte zum akademischen Jahr 1930/31 eine derartige Einrichtung in der Stadt den Lehrbetrieb aufnehmen. Zum ersten Rektor des Kasachischen Staatlichen Medizinischen Instituts wurde Sanschar Asfendijarow bestellt. Ein akuter Mangel an Kinderärzten in der Region führte 1938 zur Eröffnung einer pädiatrischen Fakultät. Aufgrund der Ansiedlung von Industrie- und Verteidigungsunternehmen in Kasachstan während der Kriegsjahre, einer großen Anzahl von Menschen, die nach Kasachstan evakuiert wurden und der Gefahr von Epidemien wurde 1943 die dritte Fakultät am Institut eröffnet.
In den Nachkriegsjahren war die Zahl der Studenten stark angestiegen; zugleich wurde das Institut um weitere Fachbereiche erweitert. So kamen 1951 die Fakultät für Pharmazie und 1959 die Fakultät für Zahnmedizin hinzu. 1981 wurde das Institut für seine Leistungen in der Ausbildung von medizinischem Personal und seinem großen Beitrag zur Wissenschaft mit dem Orden des Roten Banners der Arbeit ausgezeichnet. Am 11. Januar 1989 beschloss der Ministerrat der Kasachischen SSR das Institut nach seinem ersten Rektor in Staatliches Medizinisches Asfendijarow-Institut umzubenennen.
Am 7. August 1996 wurde die Einrichtung in den Status einer Universität erhoben und hieß ab diesem Zeitpunkt Kasachische Staatliche Medizinische Asfendijarow-Universität. Am 5. Juli 2001 erhielt die Hochschule den Status einer Nationalen Universität und wurde in Kasachische Nationale Medizinische Asfendijarow-Universität umbenannt.

## Fakultäten
Die Universität gliedert sich in folgende Fakultäten:
- Fakultät für Allgemeinmedizin
- Fakultät für Pädiatrie
- Fakultät für Pharmazie
- Fakultät für Stomatologie
- Internationale Medizinische Fakultät
- Fakultät für Praktika
- Fakultät für öffentliche Gesundheit